# Ларичев, Олег Иванович
Олег Иванович Ларичев (20 сентября 1934 года, Брянск — 19 января 2003 года, Москва) — советский и российский учёный, доктор технических наук, специалист в области принятия решений и искусственного интеллекта, академик Российской академии наук.

## Биография
- Окончил МВТУ им. Баумана в 1958 году[2].
- В 1960—1976 годах работал в Институте автоматики и телемеханики АН СССР и его правопреемнике Институте проблем управления АН СССР с 1969 года.
- В 1965 году защитил диссертацию кандидата технических наук под руководством Виктора Сергеевича Кулебакина[3].
- В 1969—1970 годах в служебной командировке во Франции[4].
- В 1975 году защитил диссертацию доктора технических наук[5].
- С 1976 года работал во ВНИИСИ Государственного комитета Совета Министров СССР по науке и технике и Академии наук СССР и его правопреемнике Институте системного анализа РАН.
- В 1983 году присвоено звание профессора
- 15 декабря 1990 года избран членом-корреспондентом Академии наук СССР.
- 19 мая 1997 года избран академиком Российской академии наук.

Похоронен на Ваганьковском кладбище в Москве.

## Награды
В 1994 г. удостоен золотой медали Международного научного общества по многокритериальному принятию решении. В 1997 году награждён медалью «В память 850-летия Москвы». В 1999 г. награждён орденом Дружбы Российской Федерации. Его работы были дважды отмечены медалями ВДНХ.